# Municipio de Middlefork (Misuri)
El municipio de Middlefork (en inglés: Middlefork Township) es un municipio ubicado en el condado de Worth en el estado estadounidense de Misuri. En el año 2010 tenía una población de 201 habitantes y una densidad poblacional de 2,25 personas por km².

## Geografía
El municipio de Middlefork se encuentra ubicado en las coordenadas 40°25′43″N 94°25′23″O / 40.42861, -94.42306. Según la Oficina del Censo de los Estados Unidos, el municipio tiene una superficie total de 89.24 km², de la cual 89,24 km² corresponden a tierra firme y (0 %) 0 km² es agua.

## Demografía
Según el censo de 2010, había 201 personas residiendo en el municipio de Middlefork. La densidad de población era de 2,25 hab./km². De los 201 habitantes, el municipio de Middlefork estaba compuesto por el 93,03 % blancos, el 2,49 % eran afroamericanos, el 1,99 % eran amerindios, el 0,5 % eran asiáticos, el 1,49 % eran de otras razas y el 0,5 % eran de una mezcla de razas. Del total de la población el 0,5 % eran hispanos o latinos de cualquier raza.